# 9012Live: The Solos
A 9012Live: The Solos a Yes harmadik koncertalbuma. Érdekessége, hogy a célja megmutatni az akkori öt tag zenei tudását: mindegyikük szólózik rajta, emellett a legutóbbi, 90125 című albumról is szerepel rajta két szám.
Összehasonlítva a korábbi lemezekkel, nem volt sikeres.

## Számok listája
1. Hold On† – 6:44
2. Si‡ – 2:31
  - Tony Kaye szóló
3. Solly's Beard‡ – 4:45
  - Trevor Rabin szóló
4. Soon‡ – 2:08
  - Eredetileg a The Gates of Delirium záró része az 1974-es Relayer-ről
  - Jon Anderson szóló
5. Changes† – 6:58
6. Amazing Grace† (régi keresztény himnusz) – 2:14
  - Chris Squire szóló
7. Whitefish† – 8:33
  - Az alábbi Yes-számok részleteit tartalmazza: The Fish (Schindleria Praematurus), Tempus Fugit és Sound Chaser
  - Chris Squire/Alan White szóló

† – Felvételek: Edmonton, Kanada, 1984, a '9012Live' című film hanganyagának részeként
‡ – Felvételek: Dortmund, Németország, 1984

## Zenészek listája
- Jon Anderson – ének
- Chris Squire – basszusgitár
- Trevor Rabin – gitár
- Alan White – dob
- Tony Kaye – billentyűs hangszerek

Közreműködik Casey Young (billentyűs hangszerek).